# Hugues Krafft

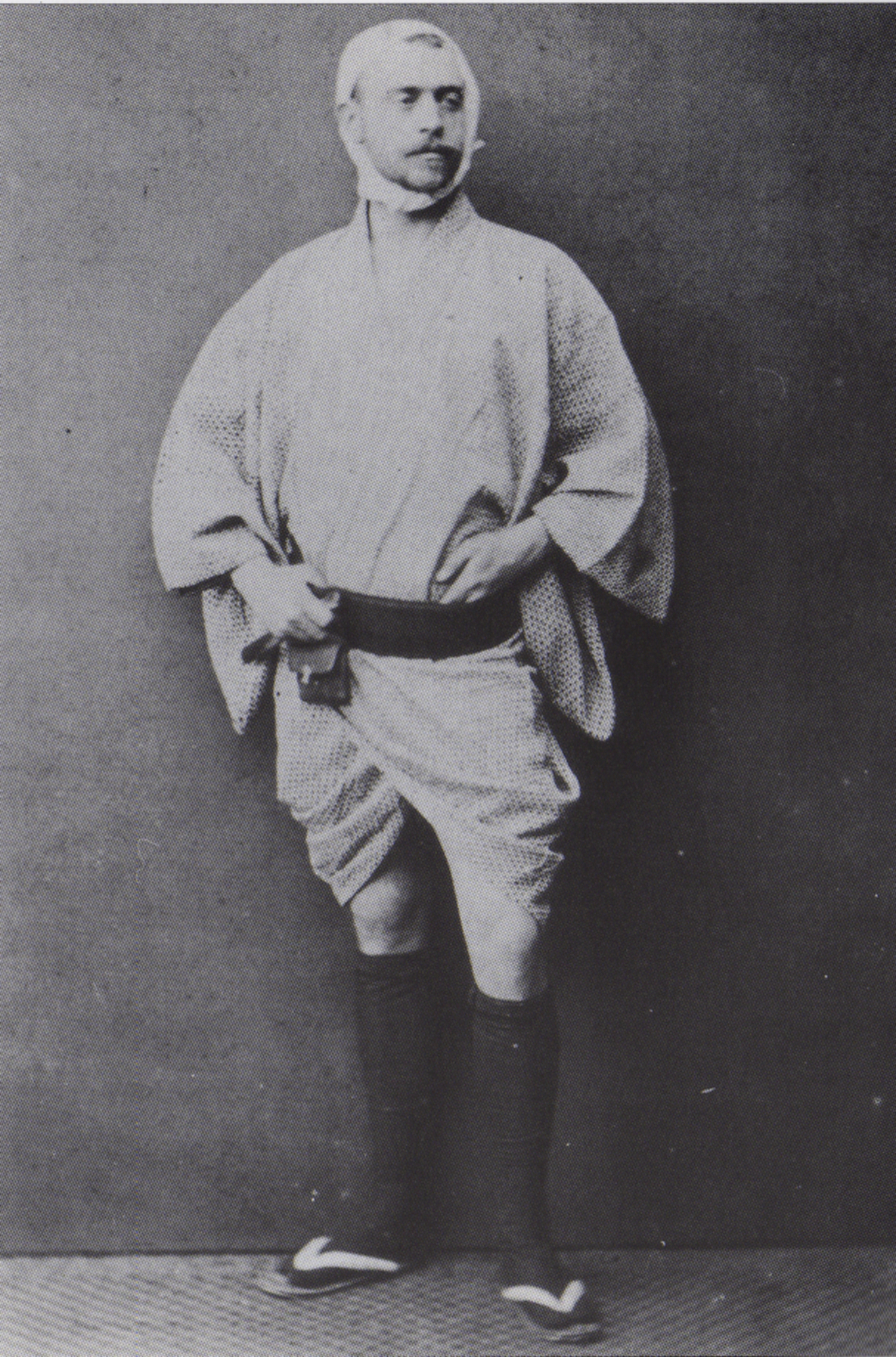
Hugues Krafft, um 1883 in Japan.

Hugues Krafft (* 1853 in Paris; † 1935) war ein französischer Fotograf.

## Leben
Krafft wurde 1853 in Paris als Sohn von Guillaume und Emma Krafft geboren. Emma Krafft stammte aus der Familie von Peter Arnold Mumm, Guillaume Krafft war ab 1845 Gesellschafter der Champagnerkellerei von Louis Roederer. Hugues Krafft hatte einen Bruder namens Hermann und eine jüngere Schwester namens Félicie. Die Kindheit verbrachte Krafft in Reims und in der Nähe von Frankfurt am Main. Nach dem Ausbruch des Deutsch-Französischen Krieges 1870 wurde Hugues Krafft nach England geschickt, um dort am Eton College die englische Sprache zu erlernen. Im Alter von 22 Jahren wurde Krafft von seinem Vater bei Roederer eingeführt und arbeitete in der Folge in den Champagnerkellereien. Zwei Jahre später verstarb der Vater und Krafft beendete seine Tätigkeit in den Kellereien. Er zog um nach Paris und widmete sich dort der Kunst. Nach dem Tod seiner Mutter 1880 begann Krafft mit der Planung einer Weltreise. Im Oktober 1881 brach er auf und erreichte Ende August 1882 Yokohama. Aus dieser Zeit hinterließ er zahlreiche Fotografien. Mit der Verwendung von Silberbromid-Fotoplatten, ein Gelatineverfahren, das in den 1880er-Jahren eingeführt wurde, zählt er zu den Vorreitern dieser Aufnahmetechnik, die ihm in Japan lebensnahe Momentaufnahmen im Freien ermöglichte. Damit hob er sich deutlich von seinen Vorgängern ab, deren Aufnahmen im Studio gestellt wurden. Krafft arbeitete mit einer Kamera von Zeiss.